# 14829 Povalyaeva
14829 Povalyaeva è un asteroide della fascia principale. Scoperto nel 1986, presenta un'orbita caratterizzata da un semiasse maggiore pari a 2,3785596 UA e da un'eccentricità di 0,2779264, inclinata di 8,78175° rispetto all'eclittica.